# The Psychedelic Furs
The Psychedelic Furs es un grupo musical británico encuadrable dentro del post-punk. Su fundación data de 1977 en Londres. El núcleo creativo del grupo lo formaron durante años Richard Butler (n. 1956, vocalista y letrista), Tim Butler (n. 1958, bajo) y John Ashton (n. 1957, guitarra), aunque actualmente tienen una formación distinta. Su música pasó por varias fases, desde un sonido post-punk inicialmente austero, hasta tocar más tarde el new wave y el pop rock.
La banda tuvo varios éxitos al principio de su carrera. En 1986, el cineasta John Hughes utilizó su canción "Pretty in Pink" para su película del mismo nombre. Hicieron una pausa después de terminar una gira en 1992, pero se reunieron en 2000 y continúan presentándose en vivo. La banda lanzó Made of Rain, su primer álbum de estudio en casi tres décadas, el 31 de julio de 2020.

## Biografía
Aparecieron en la escena punk británica en 1977. En sus orígenes, el grupo estaba formado por Richard Butler (voz), Tim Butler (bajo), Duncan Kilburn (saxofón) y Roger Morris (guitarra). En 1979 se añadirían Vince Ely (batería) y John Ashton (guitarra). 
Aunque, en principio, el punk proscribía el rock psicodélico, los Furs, huyendo de las limitaciones, no lo descartaron. El resultado fue una música que se acercaba más al pop que al punk, una combinación de guitarras canturreantes y saxofón, con una intensa y equilibrada sección rítmica, y el complemento de la singular voz, unas veces cálida y otras desgarrada, del líder, cantante y letrista, Richard Butler. Su música fue calificada por los críticos como "beautiful chaos" ('hermoso caos') o "great junk" ('extraordinaria basura').
El debut de la banda, un álbum homónimo lanzado en marzo de 1980, fue producido por Steve Lillywhite y está fuertemente influido por David Bowie. El álbum estableció rápidamente a la banda en la radio en Europa y llegó al número 18 en la lista de álbumes del Reino Unido. El álbum también tuvo éxito en Alemania, Italia, Francia, España y Australia.
La crítica considera como los álbumes más importantes a Talk Talk Talk (1981) Forever Now (1982) y Mirror Moves (1984). Fueron éxitos las canciones "My Time", "Heaven", "Love My Way", "Ghost in You", "Heartbreak Beat", "Highwire Days" y "Alice's House".
Basada en su canción "Pretty in Pink", el cineasta John Hughes filmó una película con el mismo título en 1986. La canción fue regrabada para la banda sonora (que se convirtió en disco de platino), aunque Richard Butler se mantuvo firme en que la interpretación cinematográfica tenía poco que ver con la intención original de la canción. Butler afirmó más tarde que el éxito de "Pretty in Pink" hizo que la banda se viera presionada para grabar con el productor Chris Kimsey para un lanzamiento posterior antes de que estuvieran listos. El resultado fue Midnight to Midnight (1988), su mayor éxito en listas hasta la fecha, pero un álbum que Richard Butler luego caracterizó como "hueco, insípido y débil". Un esfuerzo más abiertamente comercial que sus grabaciones anteriores, el álbum también incluyó el sencillo "Heartbreak Beat", su mayor éxito en los Estados Unidos. 
La banda se separó a principios de los años 90. Años más tarde, los hermanos Butler fundaron el grupo Love Spit Love. En 2001 se reunieron de nuevo con John Ashton, realizando giras ocasionalmente. En ese año grabaron el DVD The Psychedelic Furs Live from The House of Blues, en la ciudad de Atlanta, Estados Unidos. En abril de 2007 tocaron en Argentina durante el festival de una conocida cerveza local. En octubre de 2010 tocaron en España, en Madrid y Málaga.

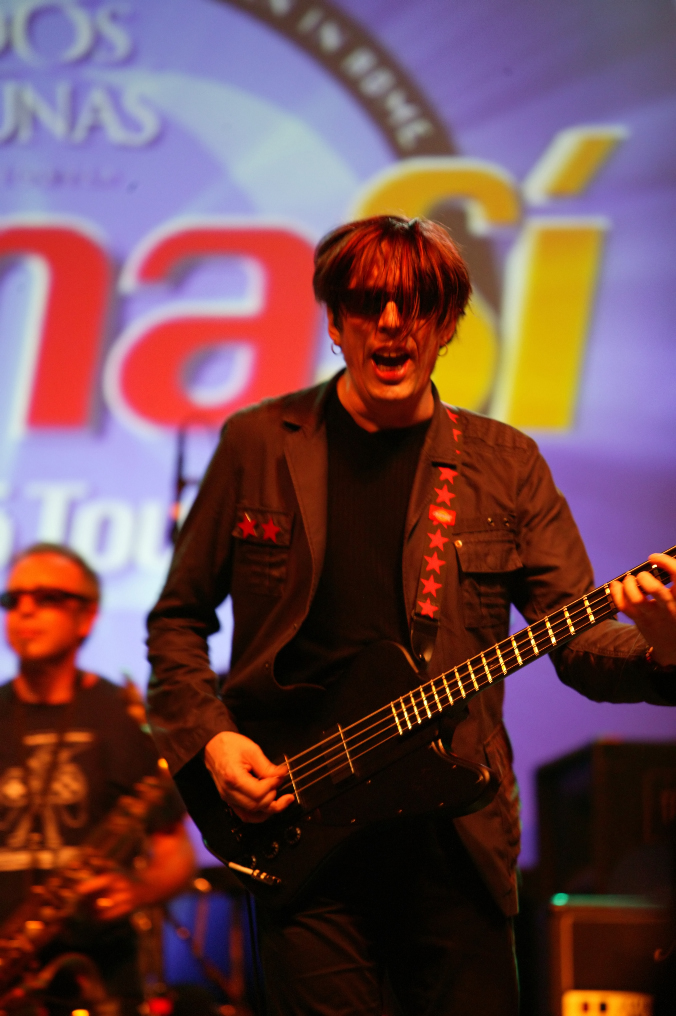
Tim Butler, bajo del grupo.

En abril de 2006, se publicó un álbum en solitario de Richard Butler de título epónimo, Richard Butler. En 2017, el sencillo de 1984 de la banda "The Ghost in You" apareció en la segunda temporada de la serie de Netflix Stranger Things, y se incluyó en la banda sonora de Sony Music que acompaña a la temporada, Stranger Things: Música de la serie original de Netflix, lanzada en octubre de 2017 . Ese mismo año, el sencillo de 1982 de la banda "Love My Way" se tocó varias veces en la película nominada al Oscar Call Me by Your Name.
En julio de 2020 lanzaron al mercado Made of Rain, el primer álbum de estudio de la banda en 29 años desde World Outside (1991).
Su saxofonista Mars Williams fallecía de cáncer el 20 de noviembre de 2023 en Chicago, a los 68 años, tras haber finalizado el mes anterior una gira de conciertos junto a los Psychedelic Furs. Se había unido a la banda en 1983 y, tras abandonar en 1989, había regresado definitivamente en 2005. En la actualidad la banda está compuesta por los siguientes músicos: Richard Butler, Tim Butler, Rich Good (guitarra), Zack Alford (batería) y Amanda Kramer (teclados). 

## Miembros
Actuales:
- Richard Butler – voz (1977–1992, 2000–presente)
- Tim Butler – bajo (1977–1992, 2000–presente)
- Amanda Kramer – teclados (2002–presente)
- Rich Good – guitarras (2009–presente)

Previos:
- Duncan Kilburn – saxofón (1977–1982)
- Roger Morris – guitarra (1977–1982)
- Paul Wilson – batería (1977–1978)
- John Ashton – guitarra (1979–1992, 2000–2008)
- Vince Ely – batería (1979–1983, 1988–1990)
- Don Yallech – batería (1990–1992)
- Frank Ferrer – batería (2000–2008)
- Richard Fortus – batería (2000–2002)
- Paul Garisto – batería (1984–1988, 2009–2020)
- Mars Williams – saxofón (1983–1989, 2005–2023)

## Discografía

### Álbumes de estudio
- Psychedelic Furs (1980) Columbia (US #140)
- Talk Talk Talk (1981) Columbia (US #89)
- Forever Now (1982) Columbia (US #44)
- Mirror Moves (1984) Columbia (US #43)
- Midnight to Midnight (1987) Columbia (US #29)
- Book of Days (1989) Columbia (US #138)
- World Outside (1991) Columbia (US #140)
- Made of Rain (2020) Cooking Vinyl America Inc

### Álbumes en vivo
- Radio 1 Sessions (1999) Strange Fruit
- Beautiful Chaos: Greatest Hits Live (2001) Sony

### Compilaciones
- All of This and Nothing (1988) Columbia (US #102)
- Here Came the Psychedelic Furs: B Sides and Lost Grooves (1994) Sony

- In the Pink (1996) Sony Special Products
- Should God Forget: A Retrospective (1997) Sony
- Greatest Hits (2001) Sony
- Superhits (2003) Sony